# قهرمان (فیلم ۲۰۰۲)
قهرمان (به چینی: 英雄, Yīngxióng) یک فیلم سینمایی چینی، در سبک ووشیا و حماسی محصول سال ۲۰۰۲، به کارگردانی و تهیه کنندگی ژانگ ییمو است.

## خلاصه داستان فیلم
چین، قرن سوم قبل از میلاد. یک «مرد» (جت لی)، پس از کشتن سه تن از دشمنان امپراتور – «آسمان» (دانی ین)، «شمشیر شکسته» (چیو- وای) و «برف پرنده» (مان- یوک) – به حضور امپراتور چین (مینگ) شرف یاب می شود. اما امپراتور گزارش «مرد» را باور نمی‌کند و می گوید هدف اصلی او کشتن امپراتور است